# 에사키 가즈히토
에사키 가즈히토(일본어: 江﨑 一仁, 1986년 10월 31일~)는 일본의 전 축구 선수이다.

## 구단 경력
과거 카탈레 도야마, 블라우블리츠 아키타에서 활동하였다.